# スプリング・バレー駅
スプリング・バレー駅（Spring Valley）は、ニューヨーク州ロックランド郡スプリング・バレーにあるメトロノース鉄道の駅。

## 概要
ニュージャージー・トランジットのパスカック・バレー線の終点駅である。
この駅からニュージャージー州ホーボーケン駅までを結んでいる。ニューヨーク州内の鉄道はメトロノース鉄道の所有であるが、列車の運行は全線ニュージャージー・トランジットが行っている。
かつては、スプリング・バレー駅からサファーン駅までの路線とハベストローまでの路線が延びていたが、両線共に現在は廃止されている。サファーン駅までの路線は現在も線路は残っている。

## パーキング
207台駐車できる24時間運営の駐車場がある。

## 接続
- TOR Transport of Rockland 59, 91, 92, 94
- モンゼイ・ループ 3
- タッパン・ジー・エクスプレス
- ロックランド・コーチ 11,45

## 隣の駅
メトロノース鉄道
■パスカック・バレー線
ナニュエット駅 - スプリング・バレー駅